# Myopina crassipalpis
Myopina crassipalpis är en tvåvingeart som beskrevs av Ringdahl 1937. Myopina crassipalpis ingår i släktet Myopina och familjen blomsterflugor. Arten är reproducerande i Sverige. Inga underarter finns listade i Catalogue of Life.